# Biblioteca Jefferson Market
La Biblioteca Jefferson Market (en inglés: Jefferson Market Library o Third Judicial District Courthouse) es una biblioteca histórica del sistema de la Biblioteca Pública de Nueva York ubicada en Greenwich Village, Nueva York. El Jefferson Market se encuentra inscrita como un Hito Histórico Nacional en el Registro Nacional de Lugares Históricos desde el 9 de noviembre de 1972.  Frederick Clarke Withers y Calvert Vaux fueron los arquitectos de la Biblioteca Jefferson Market.